# Homenajes a Gustavo Cerati

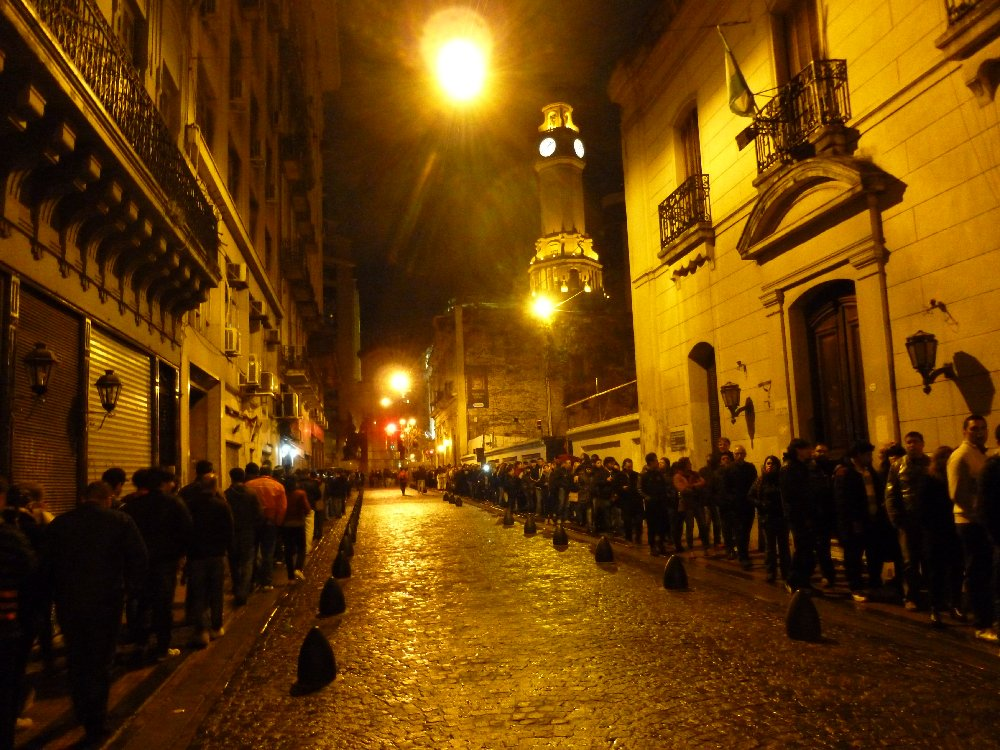
Fila para ingresar al velatorio de Gustavo Cerati en la Legislatura de la Ciudad de Buenos Aires, 4 de septiembre de 2014.

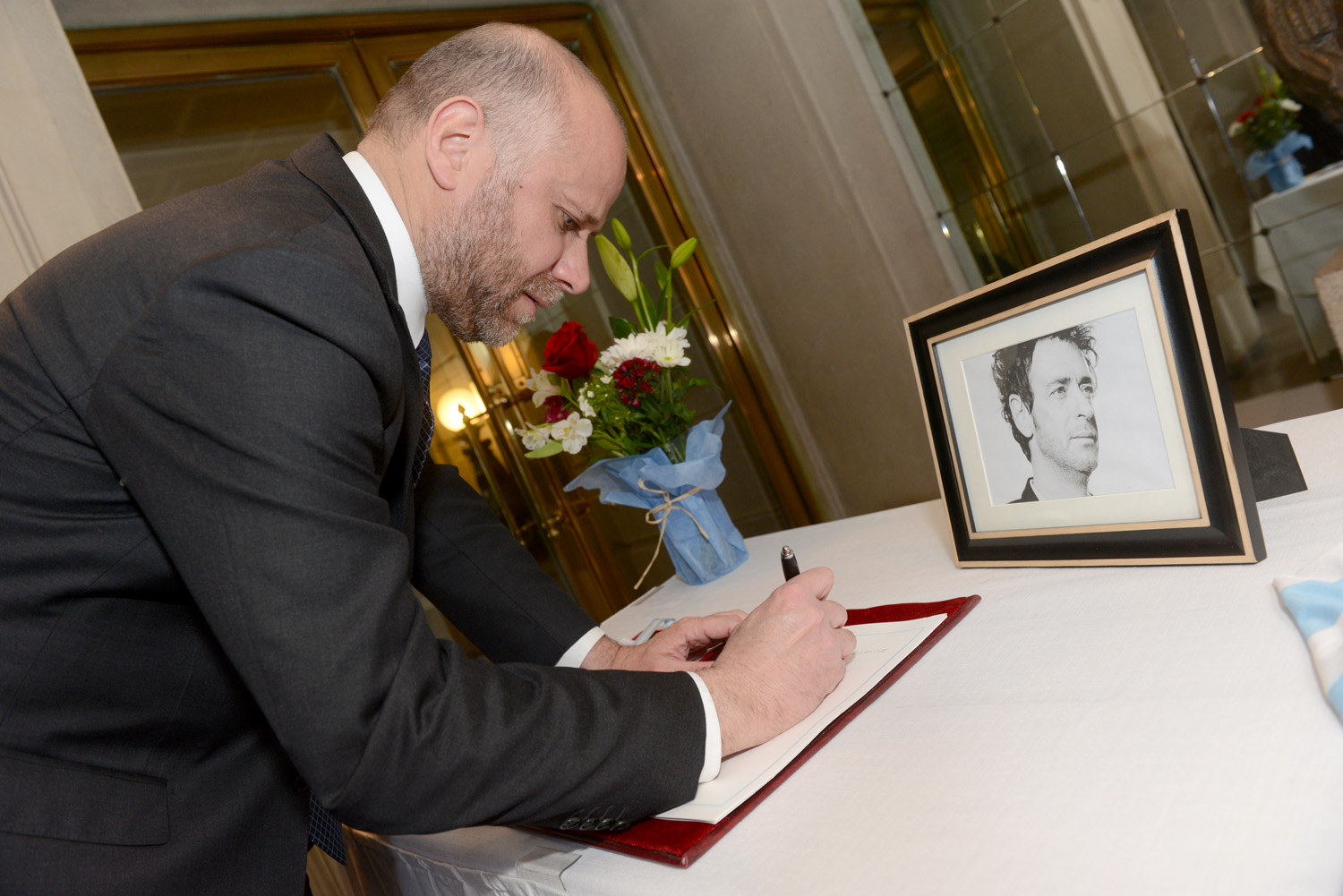
El ministro chileno Álvaro Elizalde escribe en el libro de condolencias dispuesto en el Consulado de Argentina en Santiago por la muerte de Cerati.

Gustavo Adrián Cerati (Buenos Aires, 11 de agosto de 1959-ibidem, 4 de septiembre de 2014) fue un músico, cantautor, compositor y productor discográfico argentino que obtuvo reconocimiento internacional por haber sido el líder de la banda de rock Soda Stereo.
El 15 de mayo de 2010 fue internado por una descompensación, luego de presentar su espectáculo en Caracas, Venezuela. Posteriormente fue trasladado hacia el Centro Médico Docente La Trinidad, al terminar su presentación en el campo de fútbol de la Universidad Simón Bolívar. El 18 de mayo se supo que realmente se trataba de un ACV (accidente cerebrovascular). Así lo confirmó el neurólogo Vladimir Fuenmayor, quien explicó que el exintegrante de Soda Stereo sufrió «un evento vascular isquémico, con afasia de expresión». Sin embargo, más tarde lo intervinieron quirúrgicamente ante la gravedad del cuadro, y uno de los facultativos que lo atendieron dijo que «no volvería a ser el mismo».
Luego de cuatro años en coma, falleció el 4 de septiembre de 2014. El deceso se produjo en torno a las 9:00 hora local (12:00 GMT), según la noticia emitida en Twitter mediante la cuenta oficial del cantante,

## Homenajes
Tras sufrir el ACV, el músico argentino recibió múltiples músicos, actores, bandas, políticos y fanáticos de varias partes del mundo, despidieron al músico. Cada año recibe homenaje por su trayectoria, así como dedicaciones con sus propias canciones por parte de músicos y amigos.
La banda de rock irlandesa U2 recordó a Gustavo en uno de sus conciertos en el Estadio Ciudad de La Plata (Argentina), en marzo de 2011. En dicho espectáculo y ante 60 000 fanáticos, Bono dijo la frase «No olviden a Gustavo Cerati» antes de que la banda interpretara el tema «Moment of Surrender». Además, en la pantalla del escenario, se leyó el mensaje «A Gustavo Cerati enviamos nuestro amor y respeto. Él oirá nuestras voces esta noche».
La cantante colombiana Shakira le dedicó su canción «Sale el sol» en 2011. En ese mismo año y hasta su último concierto, Luis Alberto Spinetta ejecutó la canción «Té para tres» que solía tocar en conjunto con Cerati. Asimismo, Spinetta le compuso el siguiente poema:

Dios Guardián Cristalino de guitarras / que ahora / más tristes / penden y esperan / de tus manos la palabra / Precipitándome a lo insondable / tus caricias me despiertan a la vez / en un mundo diferente al de recién... / Tu luz es muy fuerte / es iridiscente y altamente psicodélica / Te encuentro cuando el sol abre una hendija / que genera notas sobre la pared sombreada / Y suena tu música en la pantalla / sos el ángel inquieto que sobrevuela / la ciudad de la furia / Comprendemos todo / tu voz nos advierte la verdad / Tu voz más linda que nunca.
Luis Alberto Spinetta.

La cantante finlandesa de metal sinfónico Tarja Turunen, como tributo al músico, incluyó la canción «Signos» en varios de los conciertos de su gira latinoamericana, en marzo de 2011. Al año posterior, Leandro Fresco en su disco homónimo, dedica una de sus canciones llamada «Las calles de tu ciudad» al recuerdo del músico.
En 2013, Fito Páez publicó su disco «Yo te amo», grabado en los estudios de Gustavo Cerati. En él, incluía una canción dedicada a Cerati llamada «La velocidad del tiempo». Fito emulaba una carta a su amigo, en la que relataba las novedades que habían acontecido durante ese tiempo. Asimismo, en ella, recordaba viejas anécdotas que habían vivido en conjunto.
El 26 de febrero, en el escenario del Festival de Viña del Mar en Chile, el grupo La Ley rindió un homenaje a Gustavo Cerati. El bajista invitado de la banda chilena durante ese período, Zeta Bosio —exbajista de Soda Stereo—, señaló «mientras haya vida, habrá esperanza». El grupo realizó una sentida interpretación de «Crimen» de Cerati.

### Homenajes póstumos

#### 2014

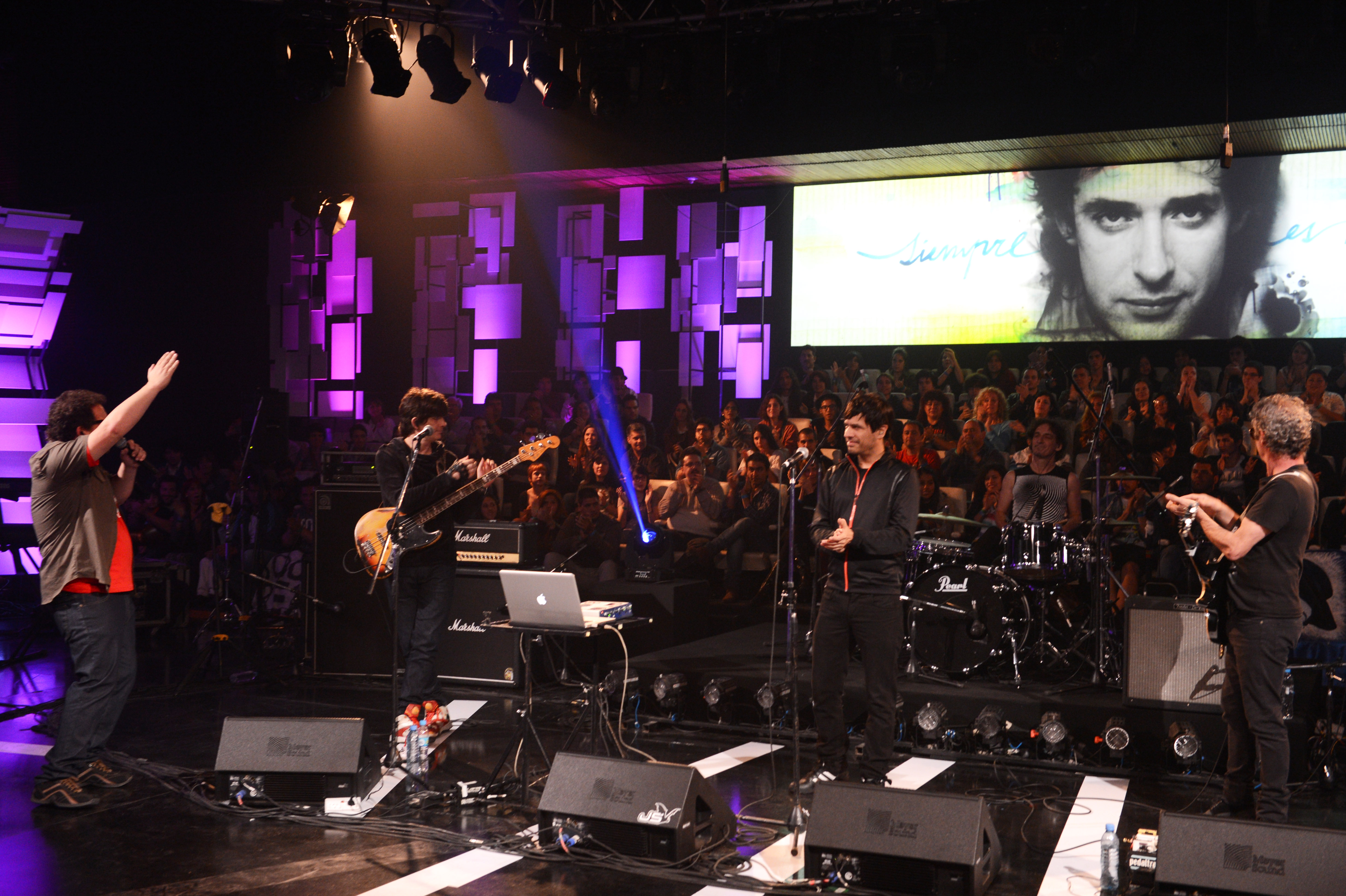
Concierto en homenaje a Cerati realizado por la TV Pública, donde participaron Charly García, Fito Páez, Benito Cerati, entre otros.

El 5 de septiembre la banda argentina Rata Blanca durante su Gira 2014 le rindieron un pequeño homenaje a Gustavo con unas breves palabras de Walter Giardino, y tocando un pequeño fragmento de la canción «De música ligera».
El 6 de noviembre, durante un desfile de músicos, Charly García reveló haber hecho una canción en homenaje a Cerati. En dicho evento, otros cantantes también homenajearon al fallecido músico. El 13 de noviembre, el programa Perros de la calle de la radio Metro, inauguró su estudio «Gustavo Cerati», el cual está destinado a la presentación de grupos en vivo. En la ceremonia, asistieron diversos músicos e interpretaron canciones del músico, durante el evento, fueron especialmente emotivas las versiones de Hilda Lizarazu con los sencillos de «Adiós» y «Lisa», Leo García con «Lago en el cielo» y Lisandro Aristimuño ejecutó sutilmente las canciones «Alma», «Signos» y «Ella uso mi cabeza como un revólver». Asimismo, los familiares de Gustavo participaron del evento y se vieron emocionados con la versión de «Alma». El 22 de noviembre, el canal TV Pública transmitió Siempre es hoy, un programa especial grabado en el estudio mayor del canal donde diversos artistas interpretaron canciones de Cerati.
Ese mismo año, Andrés Calamaro incluyó una versión de «De música ligera» en su disco en vivo Pura sangre, la cual presentó en diversos conciertos. De la misma forma, incluyó una versión de «Crimen» en su obra Hijos del pueblo en conjunto con Enrique Bunbury.

#### 2015
El 8 de febrero de 2015, los Premios Grammy rindieron homenaje a artistas y entre ellos estaba la imagen de Gustavo con dos Grammys. El 25 de febrero, en la obertura de la cuarta jornada del Festival de Viña del Mar, su compatriota Pedro Aznar interpretó la canción «Zona de promesas» junto a Gustavo, ayudado por una proyección digital de imágenes y voz del ídolo. El 2 de junio, se lanzó Cerati Infinito, un álbum recopilatorio en CD + DVD que hace un recorrido por toda la carrera solista del músico, desde Amor amarillo hasta Fuerza natural. El 14 de junio de 2015 fue homenajeado en la memoria de los Premios Martín Fierro junto a los artistas fallecidos entre 2014 y 2015.
El 21 de junio, el festival Ciudad Emergente, rindió homenaje a Gustavo, en la ciudad de Buenos Aires. Dicho evento, consistió en la ejecución de diversas canciones de la obra de Cerati a través de antiguos miembros de su banda solista como Richard Coleman, Leandro Fresco y Fernando Nalé, a los cuales se sumaron otros músicos invitados. En ella, se destacó las versiones de «Cactus» cantada por Pedro Aznar, «Adiós» por David Lebón y «Te llevo para que me lleves» con la participación de Benito Cerati. Al finalizar, todos los músicos invitados cantaron al unísono la canción «Puente». El 5 de agosto, Concejo Deliberante de Paraná (Entre Ríos), bautizó a una calle de dicha ciudad bajo el nombre del músico.

#### 2016
El 2 de abril, en la Fiesta de la cosecha de la provincia de Mendoza, el guitarrista y cantante de la banda Divididos, Ricardo Mollo, junto a la orquesta sinfónica de dicha provincia, le dedicaron un homenaje interpretando la canción de Gustavo Cerati «Crimen». El 4 de noviembre de 2016, durante el festival Movistar Fri Music fue homenajeado el grupo Soda Stereo, dicho evento contó con la participación de más de 20 bandas, algunos con especial énfasis en el rol de Gustavo. Las versiones más notables fueron comandadas por Zeta Bosio y Carlos Alomar, y en la que tocaron «No existes» con la voz de Cerati de fondo; Benito Cerati y su versión de «Perdonar es Divino» e Illya Kuryaki and the Valderramas con «Ella uso mi cabeza como un revólver».

#### 2017

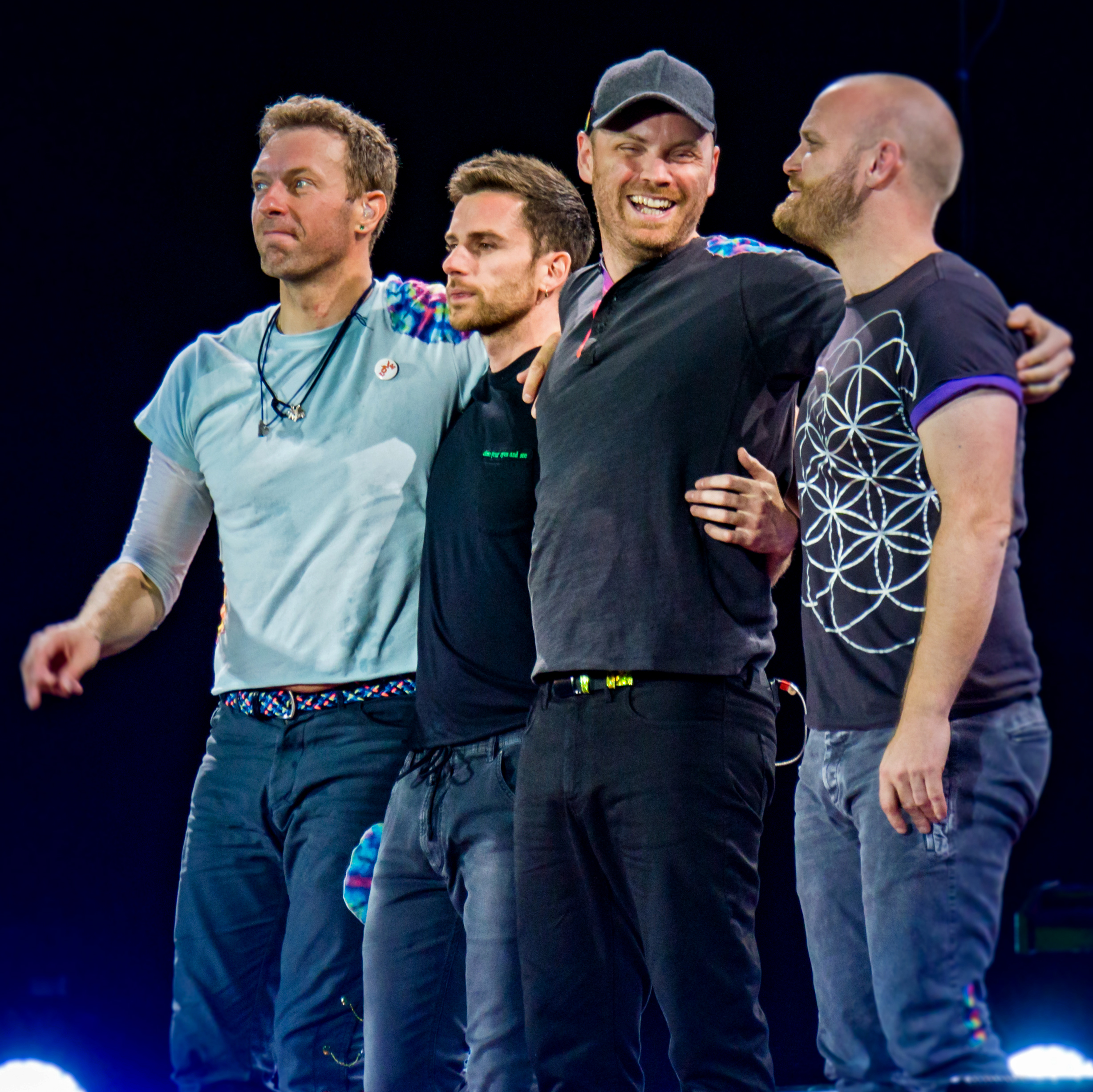
Coldplay homenajeó a Gustavo Cerati en 2017.

El paso bajo nivel de la Avenida Francisco Beiró bajo el Ferrocarril General Urquiza, que conecta los barrios porteños de Agronomía y Villa Devoto de la Ciudad de Buenos Aires, recibió en marzo de 2017 el nombre del cantante tras una votación de los vecinos de la zona, ornamentado con ilustraciones del mismo y de sus icónicos temas.
El 4 de septiembre, a tres años de su fallecimiento, sus excompañeros Charly Alberti y Zeta Bosio, publicaron dos fotografías del cantante en sus cuentas de Instagram. En ambas imágenes se ve a Cerati en el escenario, pero en ninguna se logra ver con nitidez su rostro. Por otro lado, los familiares de Cerati utilizaron su cuenta de Twitter para compartir una fotografía del músico con un mensaje sobre su fecha de nacimiento y muerte. La descripción de la foto decía «1959 — ∞».
El 15 de noviembre, durante el concierto de la banda británica Coldplay y su cierre de la gira mundial A Head Full Of Dreams Tour en el Estadio Único en La Plata, el cuarteto inglés interpretó «De música ligera» y al final Chris Martin, repitió la icónica frase «Gracias totales» llevándose ovaciones y aplausos de las más de 60,000 personas que estuvieron en dicho concierto.

#### 2018
El 7 de diciembre, durante la presentación de la compañía estadounidense de lucha libre profesional WWE en el Luna Park en Argentina, el luchador Elias, subió al ring, cogió la guitarra y empezó a tocar los acordes con una versión en guitarra acústica de «De música ligera».

#### 2019, y documentalFuerza natural
El 22 de noviembre, la banda colombiana Aterciopelados, publicó una versión de la canción «En la ciudad de la furia», con sonidos cyberpunk, y un video retro futurista, como conmemoración del quinto aniversario de la muerte de Cerati.
El 19 de noviembre, se estrenó en los cines de países de América Latina, y España, el documental: Fuerza Natural Tour - Gustavo Cerati en Monterrey, México, 2009, que registra el primer recital de su última gira.